# Курбатиха (Нижньогородська область)
Курбатиха (рос. Курбатиха) — присілок в Лисковському районі Нижньогородської області Російської Федерації.
Населення становить 0 осіб. Входить до складу муніципального утворення Леньковська сільрада.

## Історія
Від 2009 року входить до складу муніципального утворення Леньковська сільрада.

## Населення
| 2002 | 2010 |
| ---- | ---- |
| 17   | ↘0   |